# Mycomya nipalensis
Mycomya nipalensis är en tvåvingeart som beskrevs av Vaisanen 1996. Mycomya nipalensis ingår i släktet Mycomya och familjen svampmyggor.
Artens utbredningsområde är Nepal. Inga underarter finns listade i Catalogue of Life.